# Колымская ГЭС
Колы́мская гидроэлектроста́нция имени Ю. И. Фриштера — ГЭС на реке Колыме у посёлка Синегорье Ягоднинского округа Магаданской области. Колымская ГЭС является основой энергосистемы Магаданской области, она производит около 75 % электроэнергии в регионе. Является верхней ступенью Колымского каскада ГЭС. Строительство Колымской ГЭС осуществлено в суровых климатических условиях, в зоне распространения вечной мерзлоты. Имеет самую высокую в России грунтовую плотину, а также является самой мощной в стране гидроэлектростанцией с подземным расположением машинного зала. Входит в состав ПАО «Колымаэнерго» — дочернего общества ПАО «РусГидро».

## Природные условия
Колымская ГЭС расположена на 1854 км от устья реки Колымы, на месте расположения Больших Колымских порогов (в настоящее время затоплены водохранилищем ГЭС). В створе ГЭС долина реки сужается, образуя ущелье с крутыми склонами. До строительства ГЭС эта местность была необжитой и изолированной, ближайшая автомобильная дорога (Колымская трасса) находится на расстоянии около 40 км. Река Колыма в створе ГЭС отличается резкой неравномерностью стока — бо́льшая часть стока проходит в летне-осенний период в виде двух волн: весеннего половодья (с пиком в июне) и летне-осеннего дождевого паводка (август-сентябрь), в тёплый период года проходит 95—97 % стока. Зимой сток практически прекращается (средний расход воды в этот период уменьшается до 3—5 м³/с, минимальный наблюдавшийся сток — 0,3 м³/с). Среднегодовой расход в створе Колымской ГЭС — 461 м³/с, что соответствует среднегодовому объёму стока 14,2 км³. Максимальный расчётный расход воды (повторяемостью 1 раз в 10 000 лет с гарантийной поправкой) оценивается в 20 900 м³/с, максимальные наблюдавшиеся расходы — 12 200 м³/с. Замерзание реки происходит обычно в начале октября, вскрытие — во второй половине мая; продолжительность ледостава составляет 200—270 суток.
Климат резко континентальный, с очень холодной зимой и умеренно тёплым летом. Годовая амплитуда колебаний температуры воздуха достигает 98°С, минимальная зимняя температура — минус 62°С, максимальная летняя — плюс 36°С. Продолжительность отопительного периода — 270 дней. Среднегодовое количество осадков составляет 449 мм, довольно равномерно распределённых в течение года. Для района расположения Колымской ГЭС характерны практически постоянные зимние ветры, обуславливающие высокую жёсткость погоды.
В основании сооружений Колымской ГЭС залегают прочные трещиноватые граниты, перекрытые слоем рыхлых отложений толщиной 3—20 м (в русле реки залегают аллювиальные отложения толщиной 2—5 м). Горные породы находятся в состоянии вечной мерзлоты глубиной около 300 м; исключение составляет русло реки, где имеется сквозной талик. Сейсмичность района — 7 баллов по шкале MSK-64.

## Конструкция станции
Конструктивно Колымская ГЭС представляет собой мощную плотинную высоконапорную гидроэлектростанцию. Сооружения ГЭС разделяются на каменно-набросную плотину, подземное здание ГЭС с водоприёмником, водосброс, производственно-технологический комплекс (ПТК) с закрытым распределительным устройством (ЗРУ). Колымская ГЭС имеет большое количество постоянных и временных подземных сооружений общей длиной 7,2 км и объёмом выломки 425 тыс. м³. Установленная мощность электростанции — 900 МВт, гарантированная мощность — 224 МВт, проектная среднегодовая выработка электроэнергии — 3,325 млрд кВт·ч.

### Плотина
Плотина Колымской ГЭС каменно-набросная с противофильтрационным ядром. Максимальная строительная высота плотины — 130 м (самая высокая грунтовая плотина в России), длина по гребню — 683 м, ширина гребня — 15 м. Плотина состоит из верховой и низовой упорных призм из гранитной каменной наброски, противофильтрационного ядра из суглинисто-супесчаных грунтов, а также фильтров из песчано-гравийного грунта, расположенных между ядром и упорными призмами. В верховой клин плотины включена временная плотина высотой 62 м с противофильтрационным ядром, использовавшаяся в период строительства станции. Объём тела плотины — 10 млн м³, из которых на каменную наброску приходится 8 млн м³, на ядро — 1,2 млн м³ и на фильтры — 0,8 млн м³. В основании плотины расположены железобетонная цементационная галерея, скальное основание под ядром плотины облицовано бетоном. Также в правобережной части плотины у её основания расположено временное водосбросное сооружение, использовавшееся в период строительства станции и в настоящее время забетонированное. Водонепроницаемость горных пород в основании плотины обеспечивается при помощи цементационной завесы глубиной 60—100 м.

### Водосброс

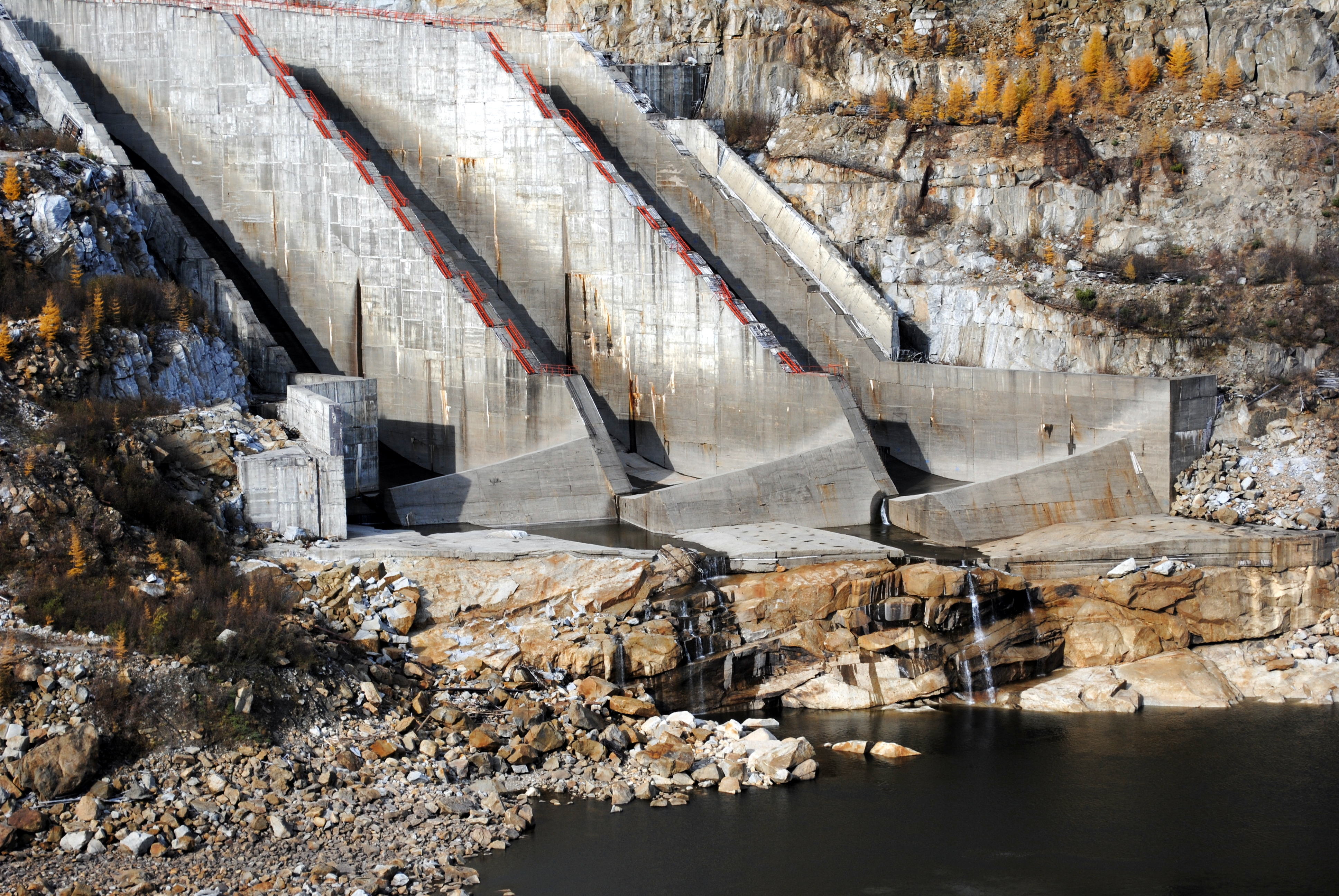
Концевая часть водосброса с трамплинами

Водосброс Колымской ГЭС поверхностный, берегового типа, расположен слева от плотины в скальной выемке и примыкает к водоприёмнику здания ГЭС, имея с ним общий подводящий канал. Пропускная способность водосброса 8000 м³/с при отметке нормального подпорного уровня и 11 500 м³/с при отметке форсированного подпорного уровня. Водосброс бетонный, состоит из трёхпролётного водослива и быстротоков, заканчивающихся трамплинами. Каждый из трёх пролётов водослива шириной по 13 м перекрывается сегментным затвором высотой 21 м. Оперирование затворами производится с помощью лебёдок грузоподъёмностью 200 т каждая (по две на каждый затвор). Лебёдки установлены в специальном помещении на эстакаде. Также имеются три плоских ремонтных затвора, расположенных перед сегментными и управляемых при помощи козлового крана. Лотки быстротока расположены на разной высоте (самый высокий — левый, под № 1) и разделены бычками. Длина лотков различна, наибольшая — у лотка № 1 (220 м); за счёт этого концевой участок водосброса с трамплинами расположен под углом к оси лотков, что усиливает эффект рассеивания струи и отворачивает поток от левобережного склона к руслу реки. Гашение энергии потока происходит в яме размыва в русле реки.
В период строительства станции использовалось временное водосбросное сооружение, расположенное на правом берегу у основания плотины, общей длиной 1060 м. Оно состоит из подводящего канала длиной 300 м, оголовка башенного типа с четырьмя донными отверстиями, железобетонной трубы длиной 350 м, шириной 22 м и высотой 29,5 м, отводящего канала длиной 360 м с виражом, водобойным колодцем и бетонной рисбермой. Пропускная способность временного водосброса — 10 700 м³/с. Строительство временного водосброса заняло 8 лет, в него было уложено 400 тыс. м³ бетона (30 % всех бетонных работ по Колымской ГЭС), его сметная стоимость составила 80 млн рублей в ценах 1984 года. Использование временного водосброса в период постоянной эксплуатации ГЭС не предусмотрено, в настоящее время он забетонирован. Такое решение по отношению к столь сложному и дорогостоящему сооружению некоторыми специалистами считается инженерной ошибкой.

### Здание ГЭС

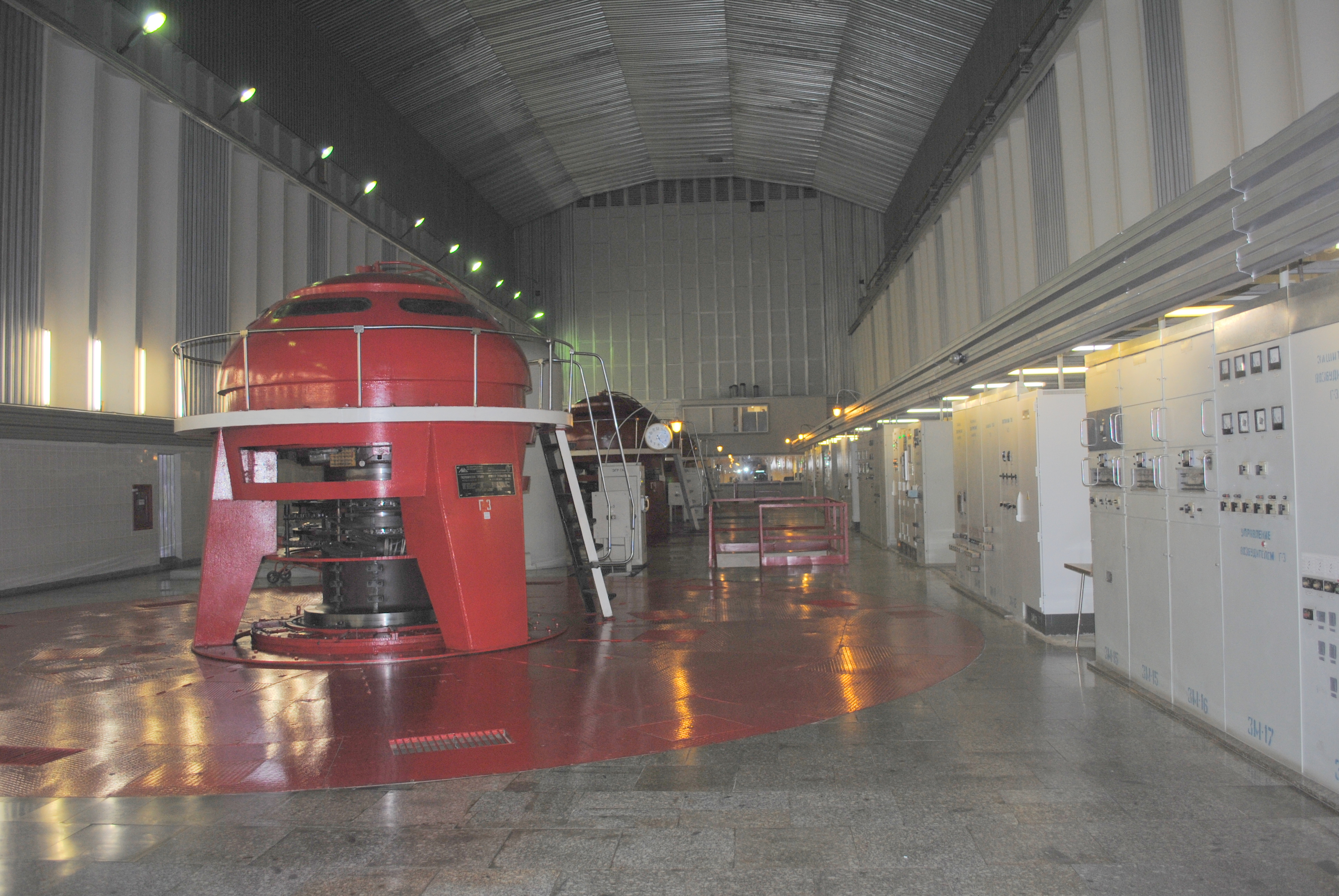
Машинный зал

Машинный зал Колымской ГЭС — подземный, расположен в скальной выломке левого берега, имеет длину 130 м и ширину 24 м, состоит из монтажной площадки и пяти агрегатных блоков. В машинном зале установлено 5 гидроагрегатов мощностью по 180 МВт: четыре с диагональными турбинами ПЛД-45-2256В-420 и один с радиально-осевой турбиной РО-868М-В-410. Турбины работают на расчётном напоре 108 м и приводят в действие гидрогенераторы СВ 812/240-28УХЛ4. Производитель турбин — Ленинградский металлический завод, генераторов — Сибэлектротяжмаш. Сообщение машинного зала с поверхностью осуществляется по транспортному тоннелю длиной 300 м и лифтовым шахтам.
Вода на гидротурбины поступает по пяти напорным водоводам длиной 262 м и диаметром 6 м каждый с водоприёмника, расположенного на левом берегу, вблизи водосброса. Водоприёмник примыкает к плотине и отделён от неё подпорной стенкой. Водоприёмник состоит из пяти секций шириной по 18 м, к которым примыкают водоводы. Оборудование водоприёмника включает в себя плоские аварийно-ремонтные затворы, ремонтный затвор и сороудерживающие решётки. Управление аварийно-ремонтными затворами производится с помощью гидроподъёмников. Оборудование размещено в отапливаемом здании, в котором также смонтирован мостовой кран грузоподъёмностью 200 т. В период временной эксплуатации ГЭС на пониженном напоре использовался временный водоприёмник и временные водоводы для первых трёх гидроагрегатов. Впоследствии временный водоприёмник был выведен из эксплуатации и затоплен водохранилищем, а временные водоводы заделаны бетонными пробками.

### Схема выдачи мощности
С гидрогенераторов электроэнергия подаётся на напряжении 13,8 кВ по трём шинным галереям на генераторное распределительное устройство, расположенное в ПТК (оснащено воздушными выключателями ВВГ-20 и генераторными разъединителями РВПЗ-2/20). Оттуда она поступает на силовые трансформаторы ТЦ 250000/220 ХЛ (5 шт., производитель — Запорожтрансформатор), расположенные на станционной площадке, а с них — на расположенное на крыше ПТК закрытое распределительное устройство 220 кВ и с него — в энергосистему. Оборудование ЗРУ-220 кВ включает в себя маломасляные выключатели HLR-245/2503В (17 шт., производства фирмы ASEA), выключатели и линейные разъединители типа РНДЗ-220-1E-1000 (13 шт.). Помимо распределительных устройств, в ПТК расположены административный корпус, главный щит управления, электрокотельная, оборудование собственных нужд станции, трансформаторно-масляное хозяйство и другие производственные помещения.
Выдача электроэнергии осуществляется по следующим линиям электропередачи на напряжении 220 кВ:
- Колымская ГЭС — Ягодное (двухцепная, длина 96 км, максимальная пропускная способность 600 МВт);
- Колымская ГЭС — Оротукан (одноцепная, длина 93 км, максимальная пропускная способность 250 МВт);
- Колымская ГЭС — Усть-Омчуг (двухцепная, длина 160 км, максимальная пропускная способность 300 МВт);
- Колымская ГЭС — Котельная (одноцепная, длина 9 км, максимальная пропускная способность 220 МВт).

### Водохранилище
Напорные сооружения ГЭС образуют крупное Колымское водохранилище сезонного регулирования (коэффициент зарегулирования стока 0,7). Площадь водохранилища 454,6 км², полная и полезная ёмкость водохранилища 15,08 и 7,24 км³ соответственно. Отметка нормального подпорного уровня водохранилища составляет 451,5 м над уровнем моря, форсированного подпорного уровня — 457,6 м, уровня мёртвого объёма — 432,0 м. При создании водохранилища было затоплено 40,84 тыс. га сельхозугодий (главным образом оленьих пастбищ), перенесено 66 строений.

Сооружения и оборудование Колымской ГЭС
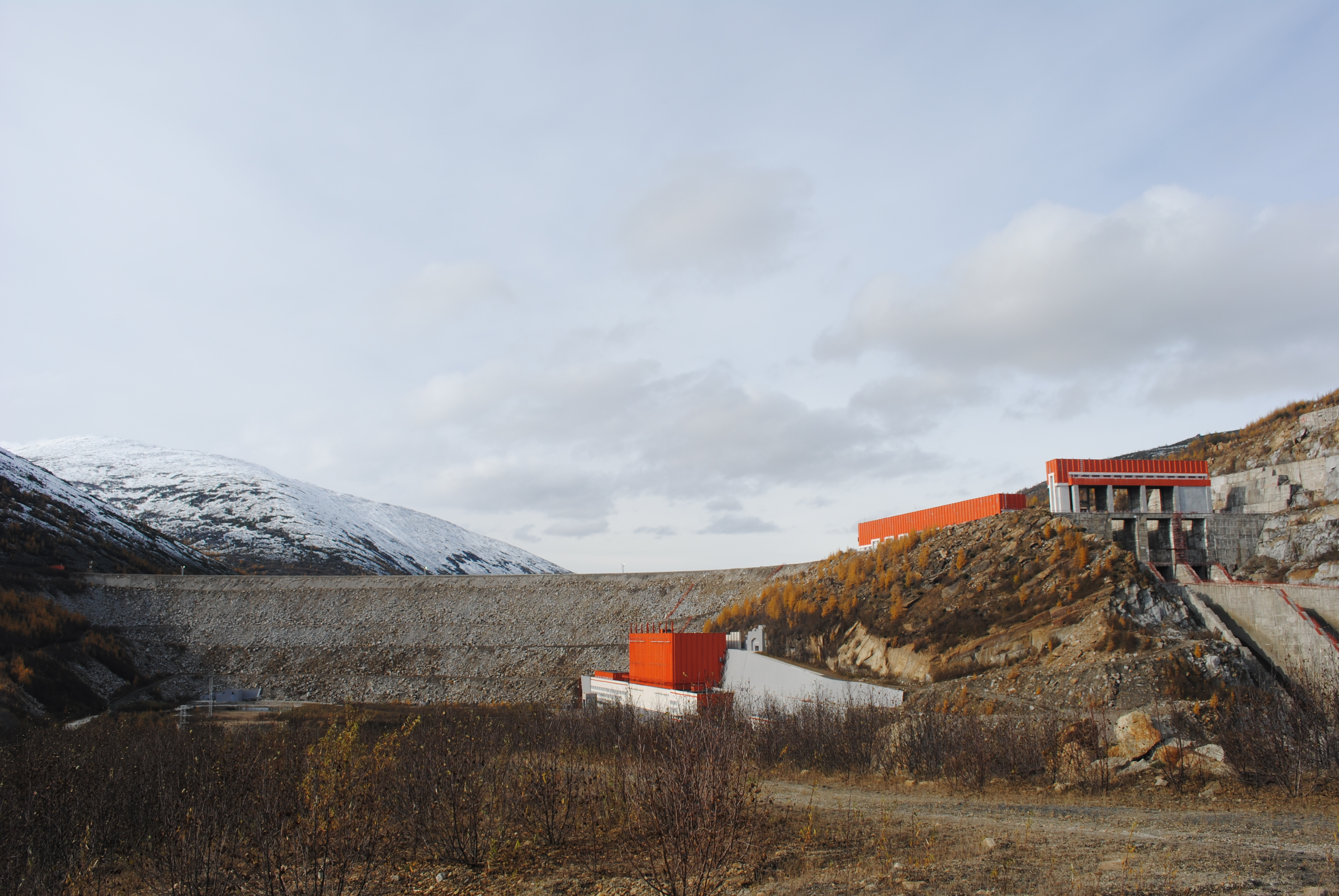
Общий вид с нижнего бьефа
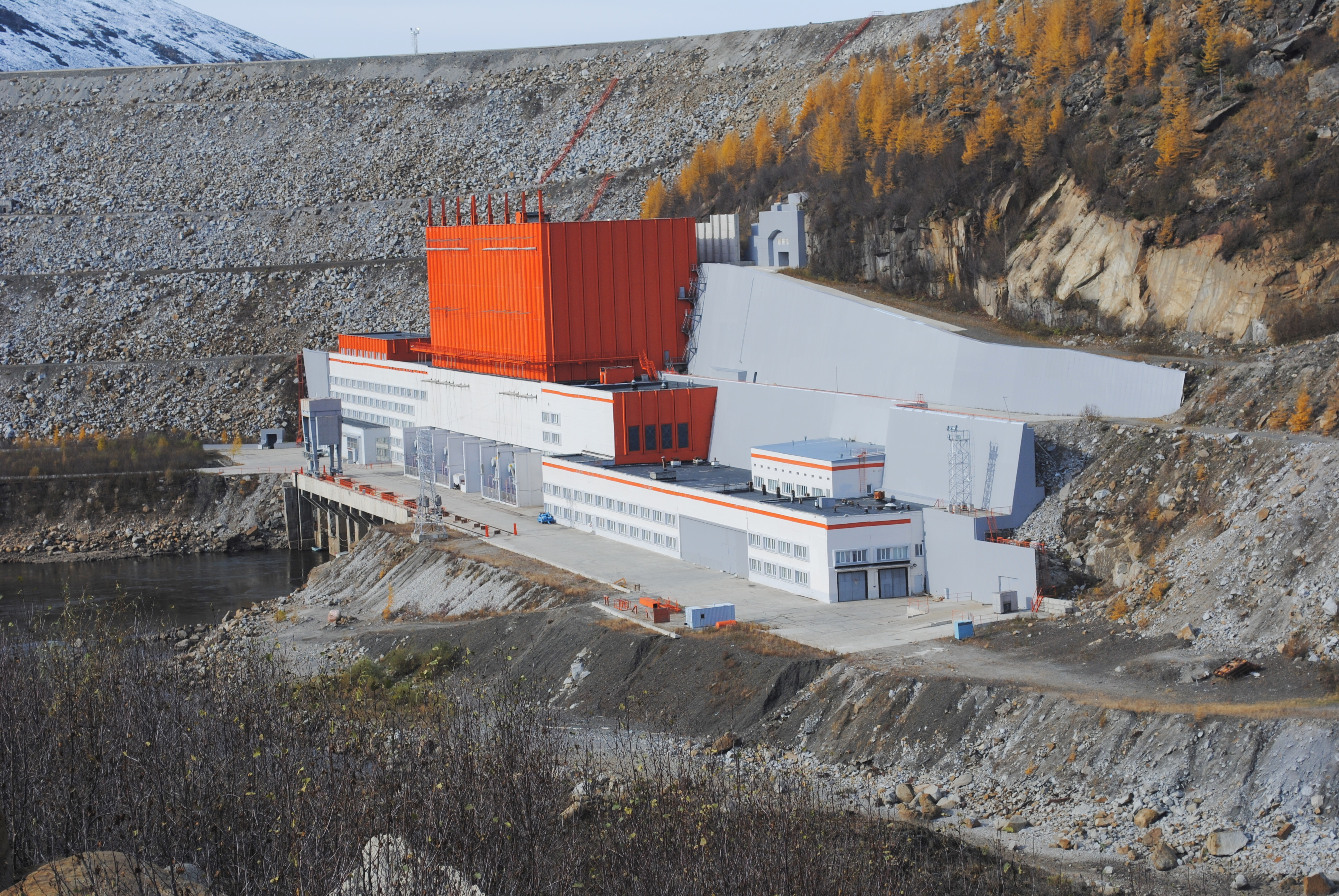
ПТК и ЗРУ-220 кВ
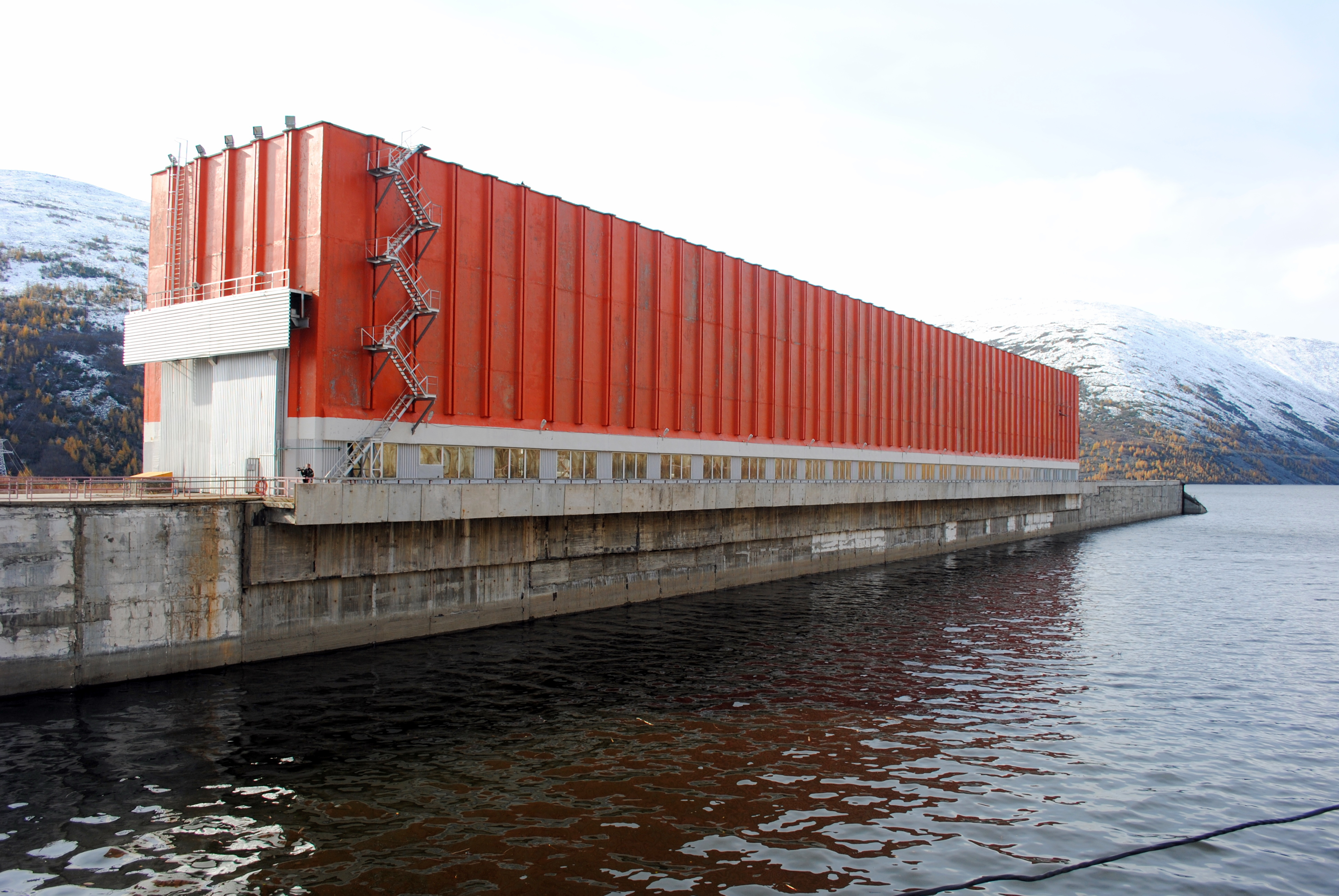
Водоприёмник
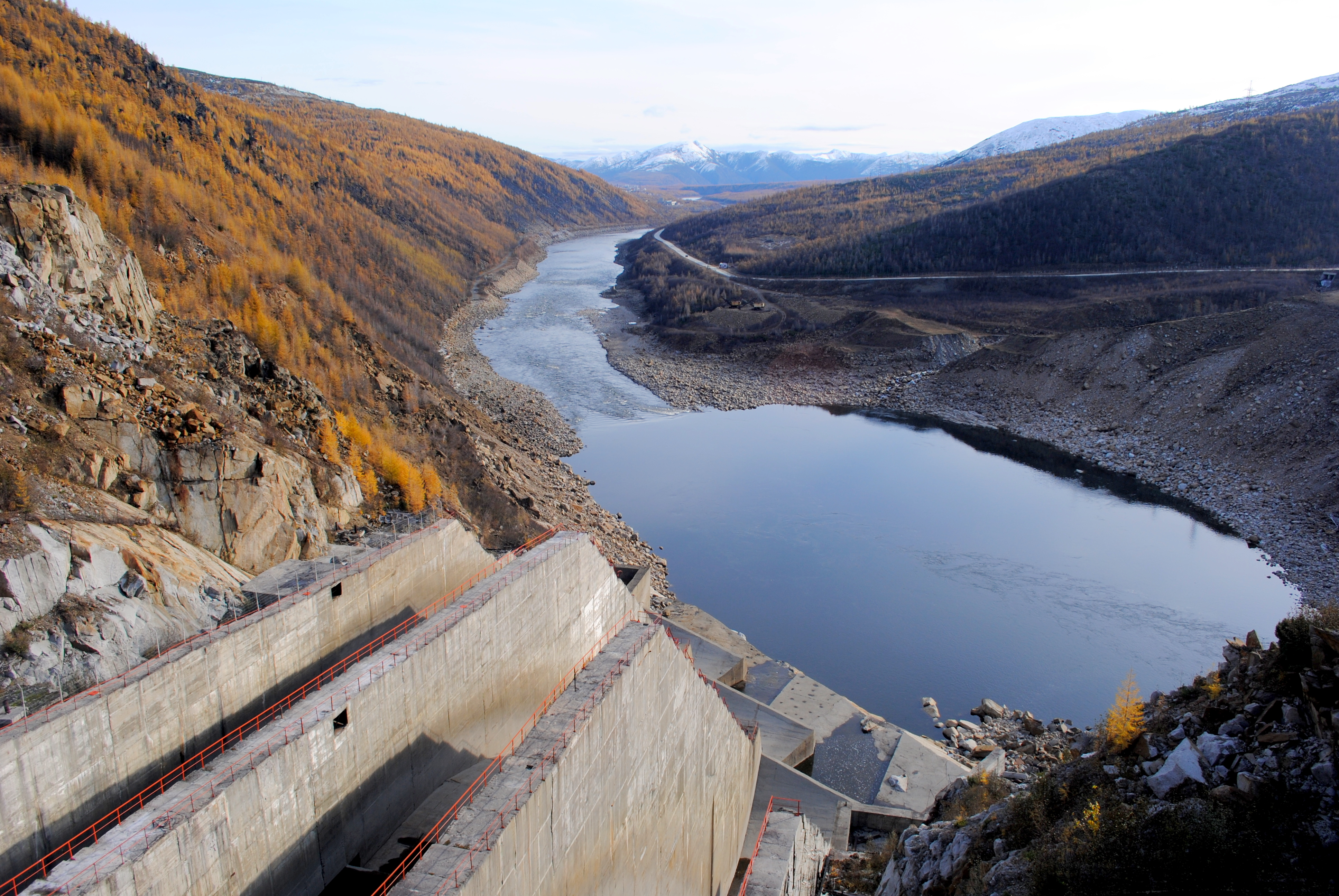
Лотки водосброса и яма размыва
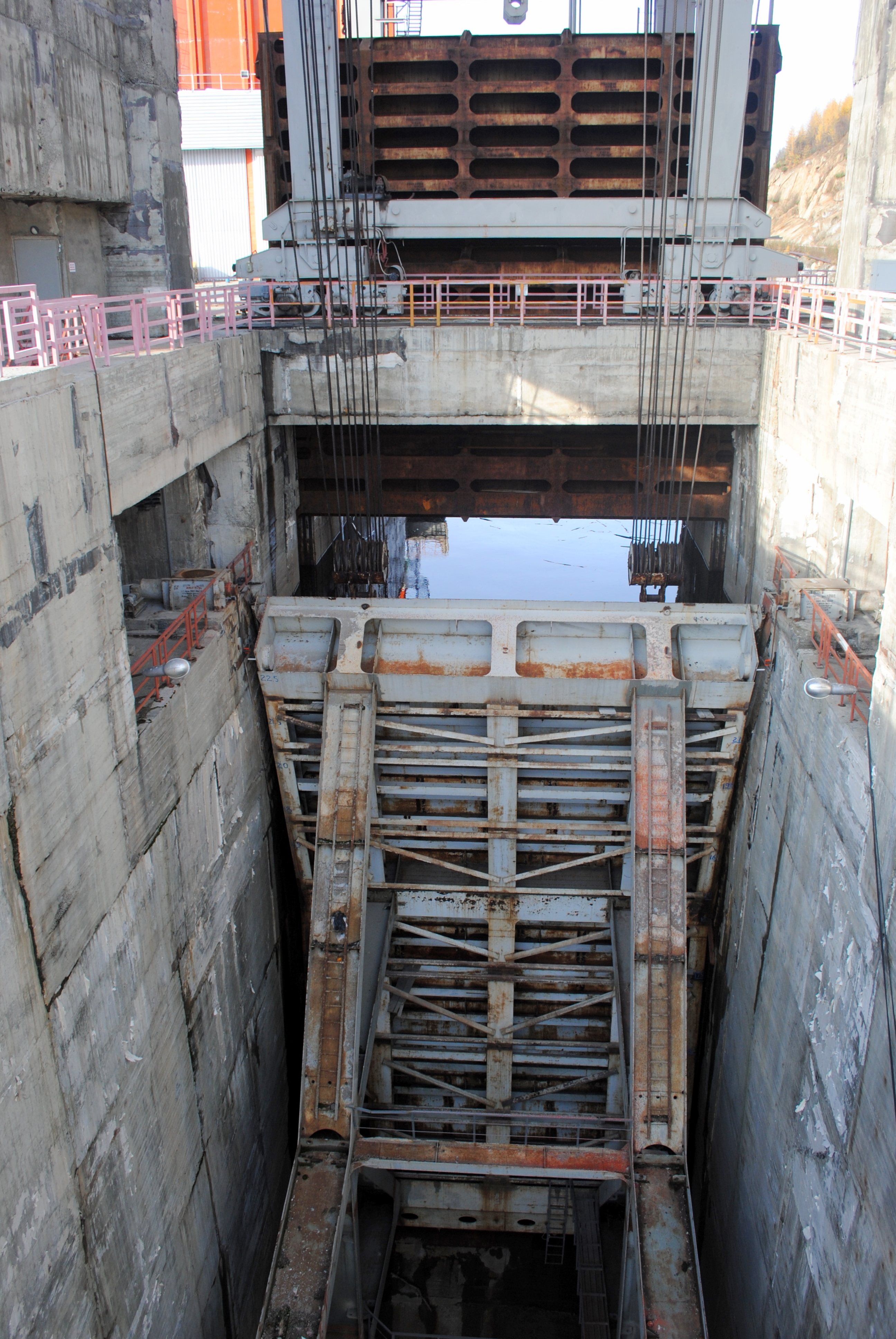
Сегментный затвор водосброса
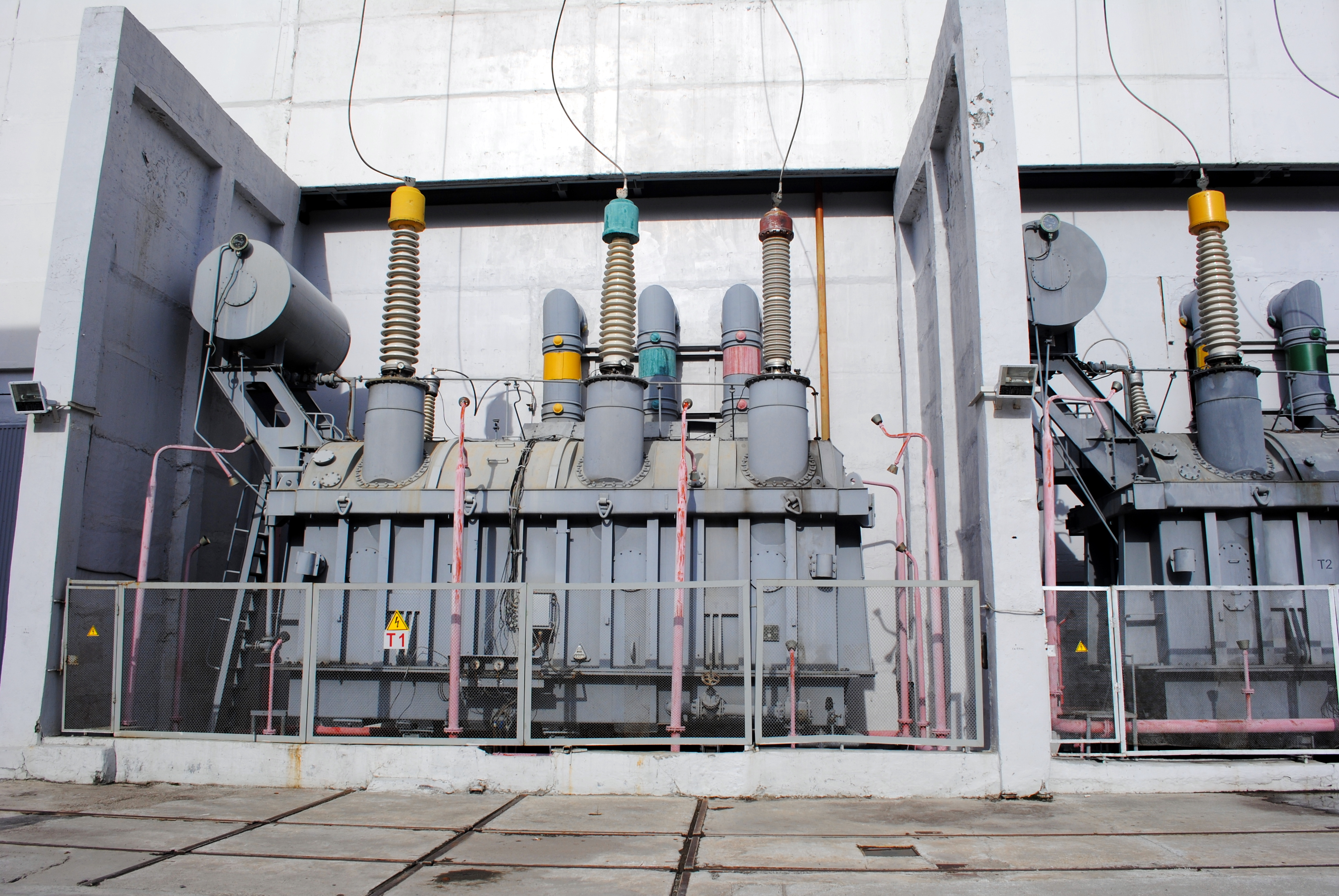
Силовые трансформаторы
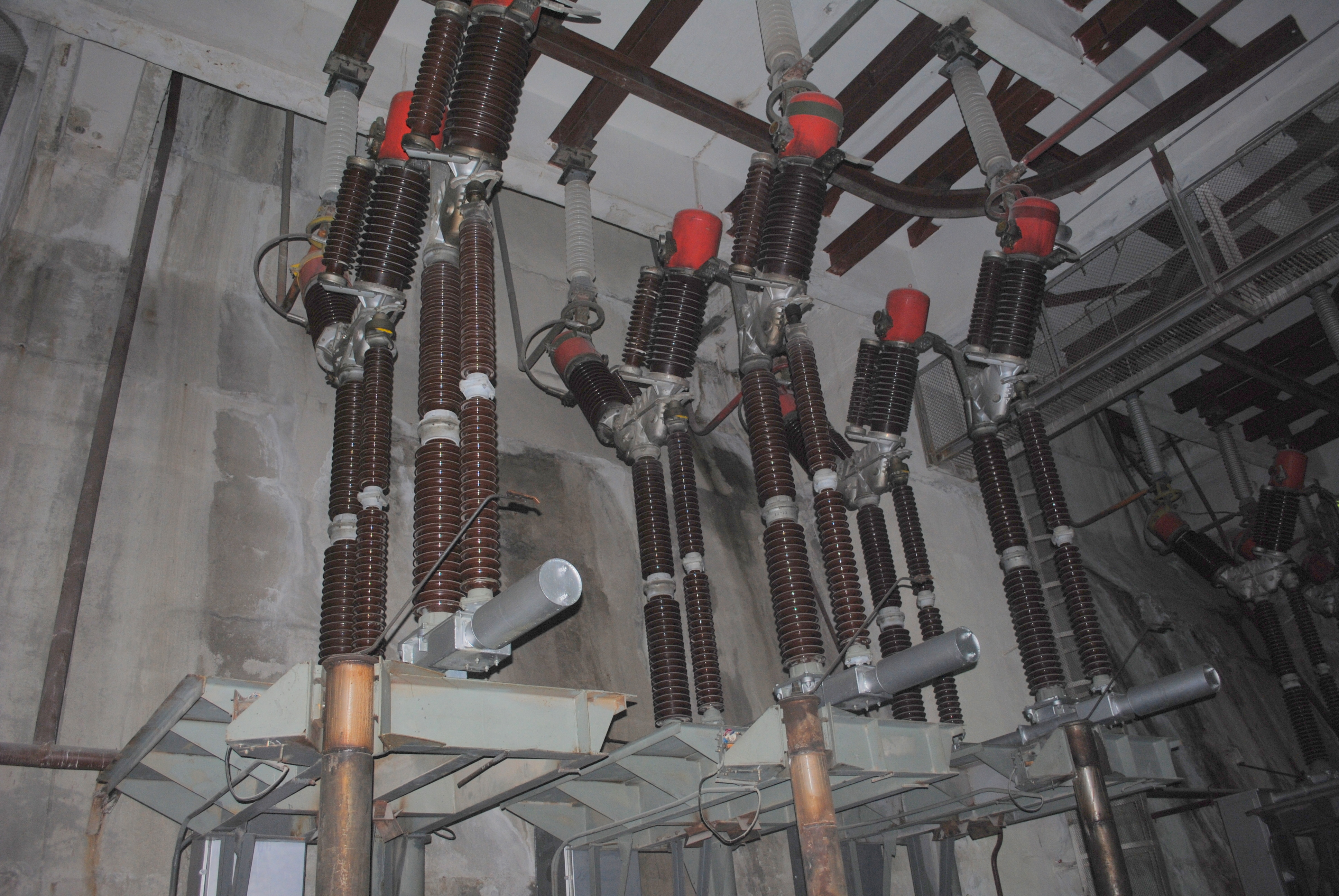
Оборудование ЗРУ-220 кВ

## Экономическое значение
Колымская ГЭС является основным источником энергоснабжения Магаданской области, обеспечивая около 75 % её энергопотребления (до ввода в эксплуатации в 2013 году Усть-Среднеканской ГЭС более 95 %). Ввод ГЭС в эксплуатацию позволил вывести в резерв Аркагалинскую ГРЭС и существенно сократить потребление угля на Магаданской ТЭЦ (с прекращением отопительного периода ТЭЦ останавливается и используется электрокотельная). На электроотопление также переведён ряд населённых пунктов Магаданской области. Сокращение потребления угля позволяет ежегодно предотвращать сжигание около 1 млн тонн этого вида топлива. В ходе возведения Колымской ГЭС были также построены посёлки Синегорье и Уптар, линии электропередачи, реконструирована транспортная инфраструктура.
Режим работы Колымской ГЭС (заполнение водохранилища в периоды половодье и паводков и сработка его зимой) приводит к некоторому уменьшению максимальных расходов воды реки Колымы ниже ГЭС и увеличению зимнего стока. Снижение высоты подъёма воды в паводки 50 % обеспеченности оценивается в 0,8 м (в створе у г. Среднеколымск). Влияние станции на окружающую среду, в частности, на рыбные ресурсы Колымы, оценивается как ограниченное — проходные лососёвые рыбы в Колыму не заходят, нерестилища большинства ценных полупроходных и жилых видов рыб (сибирский осётр, пелядь, чир, муксун и т. п.) расположены значительно ниже створа ГЭС.

## История строительства

### Проектирование
Впервые идею строительства ГЭС на Колыме выдвинул геолог Д. В. Вознесенский, который в 1932 году обследовал верховья реки. Изыскания возможности строительства гидроэлектростанции в районе Больших Колымских порогов с целью энергоснабжения объектов Дальстроя были начаты институтом «Дальстройпроект» в 1934 году, в район створа станции была направлена экспедиция под руководством инженера-гидротехника И. П. Морозова. В 1935 году был разработан проект ГЭС мощностью 50 МВт (4×12,5 МВт) с грунтовой плотиной высотой 76 м. Этот проект не был реализован по причине высокой стоимости (строительство ГЭС оценивалось в 183 миллиона рублей). В 1938 году изыскания были продолжены, было пробурено несколько скважин глубиной 60 м, составлен проект ГЭС мощностью 148 МВт при высоте плотины 65 м. В 1948 году Дальстройпроектом была составлена схема гидроэнергетического использования Верхней Колымы, включавшая в себя Верхнепорожскую, Нижнепорожскую и Усть-Среднеканскую ГЭС, общей мощностью 1080 МВт. Однако вместо строительства ГЭС более эффективным было признано использование местных углей.
Интерес к строительству ГЭС на Колыме вновь возник в 1960-х годах. В июне 1964 года была начата топографическая съёмка в районе будущей ГЭС. В 1965 году в Магадан вместе с большой группой гидротехников прибыл министр энергетики СССР П. С. Непорожний; по итогам этой поездки было принято решение о начале изыскательских работ на створе Колымской ГЭС, а институту «Ленгидропроект» поручалось составить технико-экономический доклад (ТЭД) по станции. В 1965 году были завершены топографические работы, в створе высадился первый отряд изыскателей-гидротехников. ТЭД был подготовлен в 1966 году и подтвердил эффективность строительства станции. В декабре 1966 года «Ленгидропроект» начал разработку проекта Колымской ГЭС, в 1967 году в створе начала комплексные исследования экспедиция № 13 института.
Технико-экономическое обоснование проекта было утверждено 4 августа 1970 года, 6 октября того же года был окончательно выбран створ станции. Разработанный «Ленгидропроектом» технический проект Колымской ГЭС был утверждён распоряжением Совета Министров СССР № 1565-р от 2 августа 1973 года. В ходе рабочего проектирования и строительства в проект были внесены существенные изменения — в частности, возросла мощность станции (с 720 до 900 МВт — был добавлен ещё один гидроагрегат), высота плотины увеличена на 5,5 м, изменена конструкция временной плотины (в качестве противофильтрационного элемента было принято ядро вместо экрана), цементационной галереи, временного водосбросного сооружения. Была значительно изменена конструкция эксплуатационного водосброса — за счёт увеличения высоты плотины и соответственно объёмов аккумулирования стока в водохранилище появилась возможность уменьшить его пропускную способность и габариты (из шестипролётного он стал трёхпролётным).

### Строительство

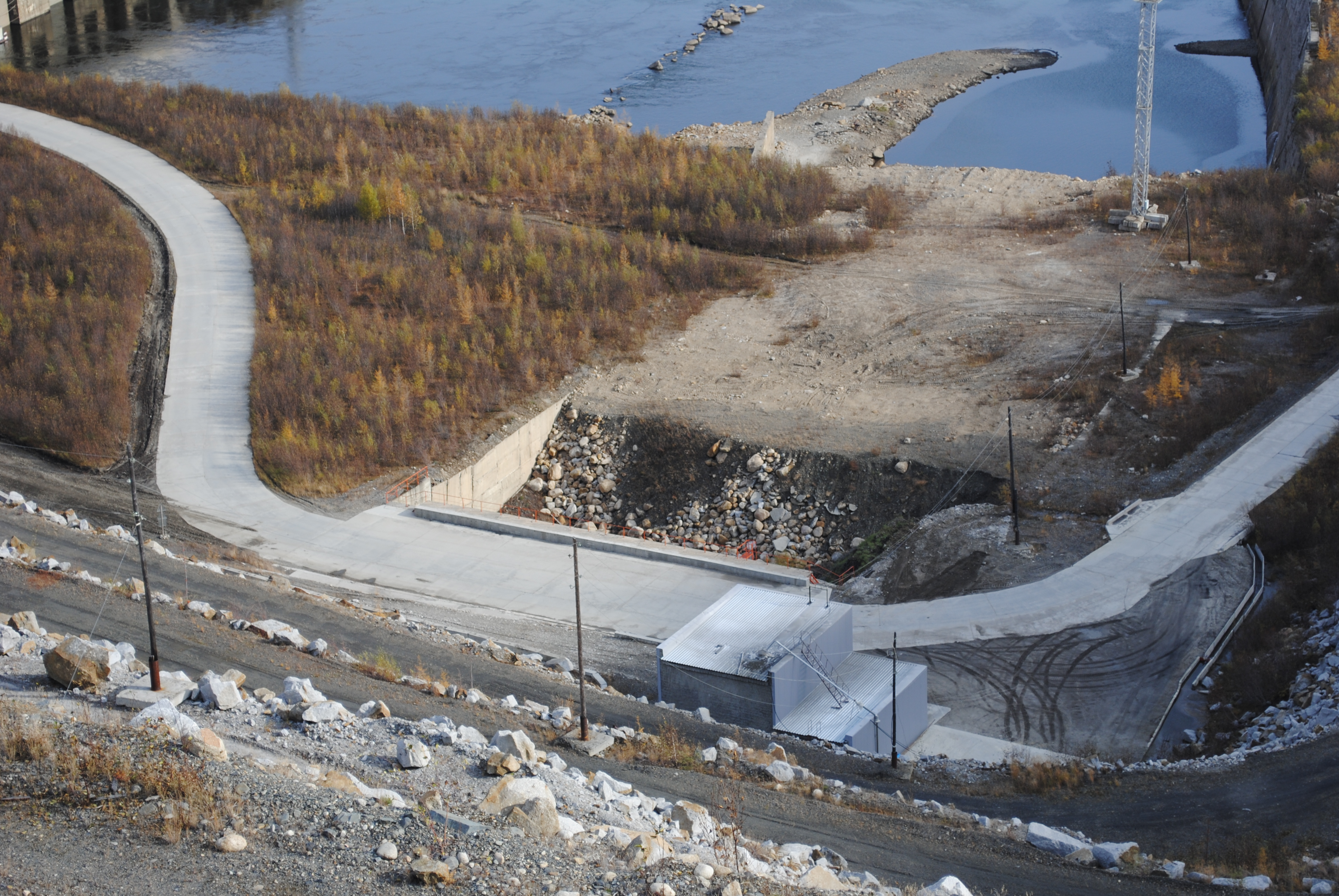
Временное водосбросное сооружение в настоящее время

6 ноября 1969 года был подписан приказ о создании в составе «Вилюйгэсстроя» управления строительства «Колымагэсстрой». Начальником строительства станции стал Ю. И. Фриштер, главным инженером — А. А. Серов. В январе 1970 года Госплан СССР открыл титул подготовительных работ по Колымской ГЭС. 17 февраля 1970 года с Вилюйской ГЭС в Якутии был отправлен и 5 марта того же года прибыл к створу станции первый автопоезд со строительной техникой. Одновременно выдвигались люди и техника со стороны Магадана — в марте 1970 года в районе посёлка Уптар была выбрана площадка для перевалочной базы строительства. Начался подготовительный этап стройки — сооружение жилья, дорог, базы строительства и другой инфраструктуры.
20 марта 1971 года было официально начато возведение посёлка гидростроителей Синегорье. В том же году началось строительство постоянной автодороги Дебин — Синегорье, завершённое в 1973 году. В 1972 году строительство получило постоянное энергоснабжение по линии 35 кВ. В 1973 году на строительстве был запущен бетонный завод, в 1974 году в Синегорье началось возведение каменных домов (до этого застройка была деревянной). В 1975 году было начато бетонирование опор моста через Колыму. Подготовительный этап строительства был завершён в 1977 году, с открытием моста через Колыму, что позволило в полном объёме развернуть работы на основных сооружениях.
Схема строительства станции предусматривала её сооружение в две очереди. В первую очередь станции входило сооружение цементационной галереи основной плотины, временных плотин, водосбросного сооружения, водоприёмника и тоннельных водоводов, части здания ПТК, а также части машинного зала на три агрегата, включаемых в работу на пониженных напорах (40—56 м). Во вторую очередь строится основная плотина, постоянные водосброс и водоприёмник, здание ГЭС и ПТК в полном объёме.
Земельно-скальные работы в створе Колымской ГЭС начались в 1974 году, 19 февраля 1976 года в основные сооружения гидроузла был уложен первый бетон, 28 июля того же года на стройке был извлечён миллионный кубометр грунта. В 1974—1978 годах велась разработка котлована временного водосбросного сооружения, подводящего канала к временному водоприёмнику, земляные работы на станционной площадке, а также первоочередные работы на подземном комплексе сооружений. В 1977—1979 годах производилась подготовка основания плотины и строительство руслового участка цементационной галереи, а также временного водосбросного сооружения. Параллельно с 1976 года велись работы на подземных сооружениях станции. Максимальная интенсивность выломки была достигнута в 1980 году, что связано с масштабной разработкой помещения машинного зала станции. 20 июня 1980 года в железобетонной обделке свода машинного зала была обнаружена трещина длиной 30 м, которая продолжала расти и вскоре достигла длины 84 м. Причиной образования трещины стала разгрузка горных пород в результате их оттаивания в условиях наличия в породе естественных тектонических трещин. Для решения проблемы были проведены специальные мероприятия по укреплению стен и свода машинного зала, в частности, крепление их анкерами длиной 9—12 м. Кроме того, был резко ограничен масштаб взрывных работ, что существенно снизило объёмы выломки в последующие годы.

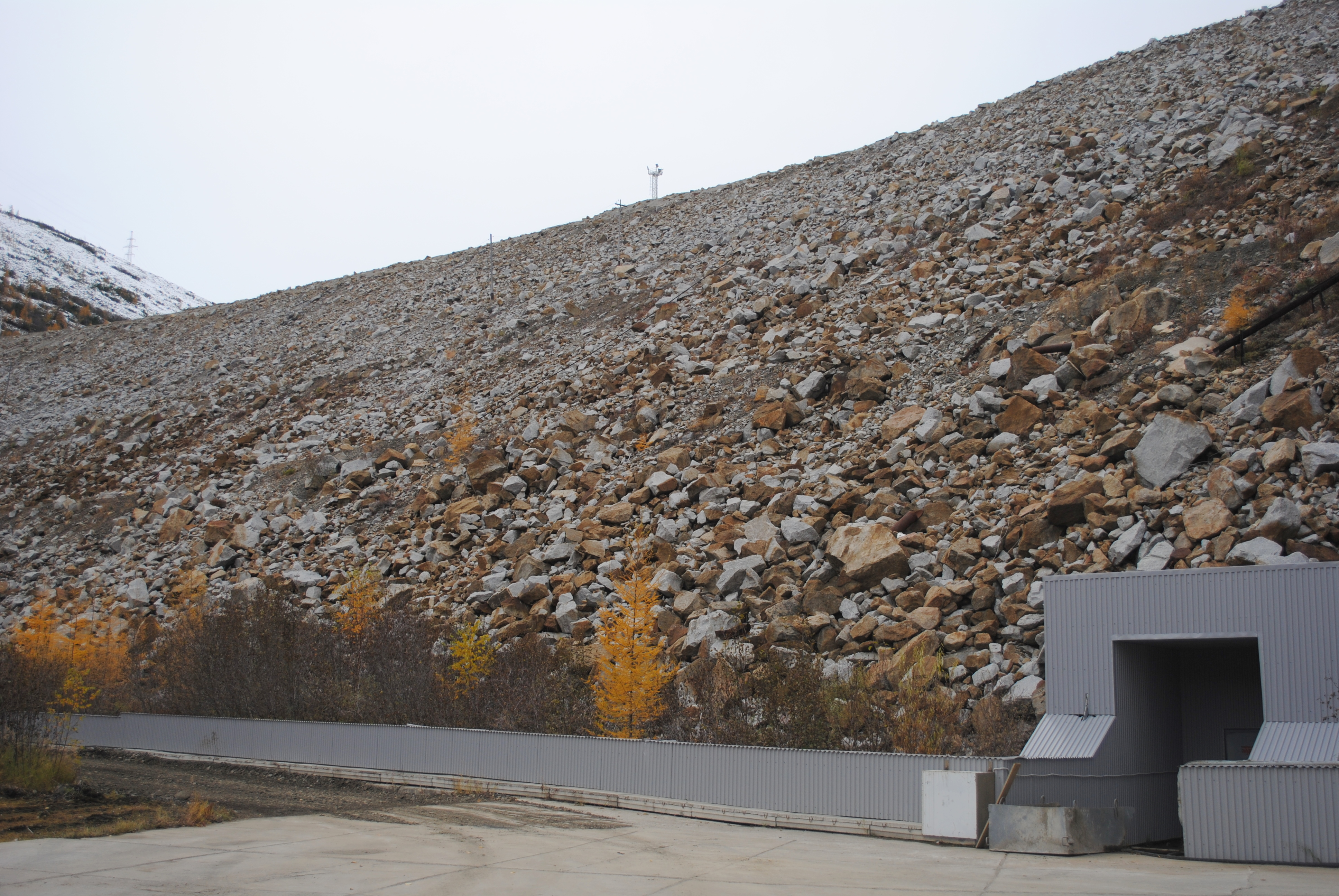
Плотина Колымской ГЭС

Возведение цементационной галереи также не обошлось без сложностей. Изначально планировалось забетонировать её русловой участок в зимний период 1977—1978 годов под защитой перемычек, образующих сначала правобережный, а затем левобережный котлован. Однако после сооружения правобережного котлована откачать воду из него не удалось из-за повышенной фильтрации через тело перемычек вследствие укладки в них мёрзлого грунта. Пришлось изменить схему строительства в пользу полного перекрытия реки с сооружением строительного тоннеля длиной 300 м для пропуска расходов реки в зимний период 1978—1979 годов. 4 декабря 1978 года Колыма была перекрыта в первый раз, вода пошла через строительный тоннель. Под защитой верховой и низовой перемычек в январе-апреле 1979 года было завершено строительство цементационной галереи, а также уложены некоторые элементы основной плотины — часть ядра, фильтров и упорных призм. Предполагалось пропустить паводок 1979 года поверх перемычек и недостроенной части основной плотины, защитив её от размыва крупным камнем, уложенным слоем в 1 м. Однако паводок разрушил защиту и размыл уложенный в плотину грунт.
Строительство временного водосбросного сооружения велось в 1974—1982 годах, причём земельно-скальные работы производились в 1974—1979 годах, а бетонные — в 1979—1982 годах. С осени 1980 года водосброс в паводковый период включался в работу в недостроенном виде, а работы по достройке велись в зимний период, когда резко снизившиеся расходы воды пропускались через строительный тоннель. В июне 1978 года котлован временного водосброса был полностью затоплен из-за выхода из строя насосов, для откачки воды потребовался монтаж плавучей насосной станции.
В 1978 году началось сооружение опытной плотины высотой 16 м на ручье Анманнычан, представляющей собой модель плотины Колымской ГЭС. Строительство временной плотины Колымской ГЭС высотой 62 м было произведено в 1980—1981 годах за 15 месяцев. Повторное перекрытие Колымы было произведено 20 сентября 1980 года, вода пропускалась через ещё не достроенный к тому моменту временный водосброс. Расход воды в реке при перекрытии составлял 643 м³/с, что превышало расходы при перекрытиях рек на строительстве других северных гидроузлов, в частности, Вилюйского и Усть-Хантайского. Наполнение водохранилища было начато 18 октября 1980 года после перекрытия последнего затвора временного водосброса.
Директивное давление партийных органов (первый гидроагрегат требовалось пустить к открытию XXVI съезда КПСС в феврале 1981 года) в условиях недофинансирования строительства и имеющихся технических проблем привело к урезанию пускового комплекса с целью обеспечить пуск станции в заданные сроки. 24 февраля 1981 года был произведён пуск первого гидроагрегата, но в условиях недостроенной временной плотины и незначительных расходов в реке в зимний период накопленной в водохранилище воды хватило только на 8 дней работы гидроагрегата, после чего он был остановлен. Информация об этом дошла до Комитета народного контроля СССР, результатом проверки которого стало аннулирование акта о приёмке в эксплуатацию гидроагрегата и лишение коллектива строителей правительственных наград. Повторный пуск гидроагрегата № 1 был произведён в июне 1982 года (акт приёмки подписан 27 июня), 22 октября того же года был введён в эксплуатацию гидроагрегат № 2, 15 июня 1984 года — гидроагрегат № 3, на чём строительство первой очереди Колымской ГЭС было завершено.

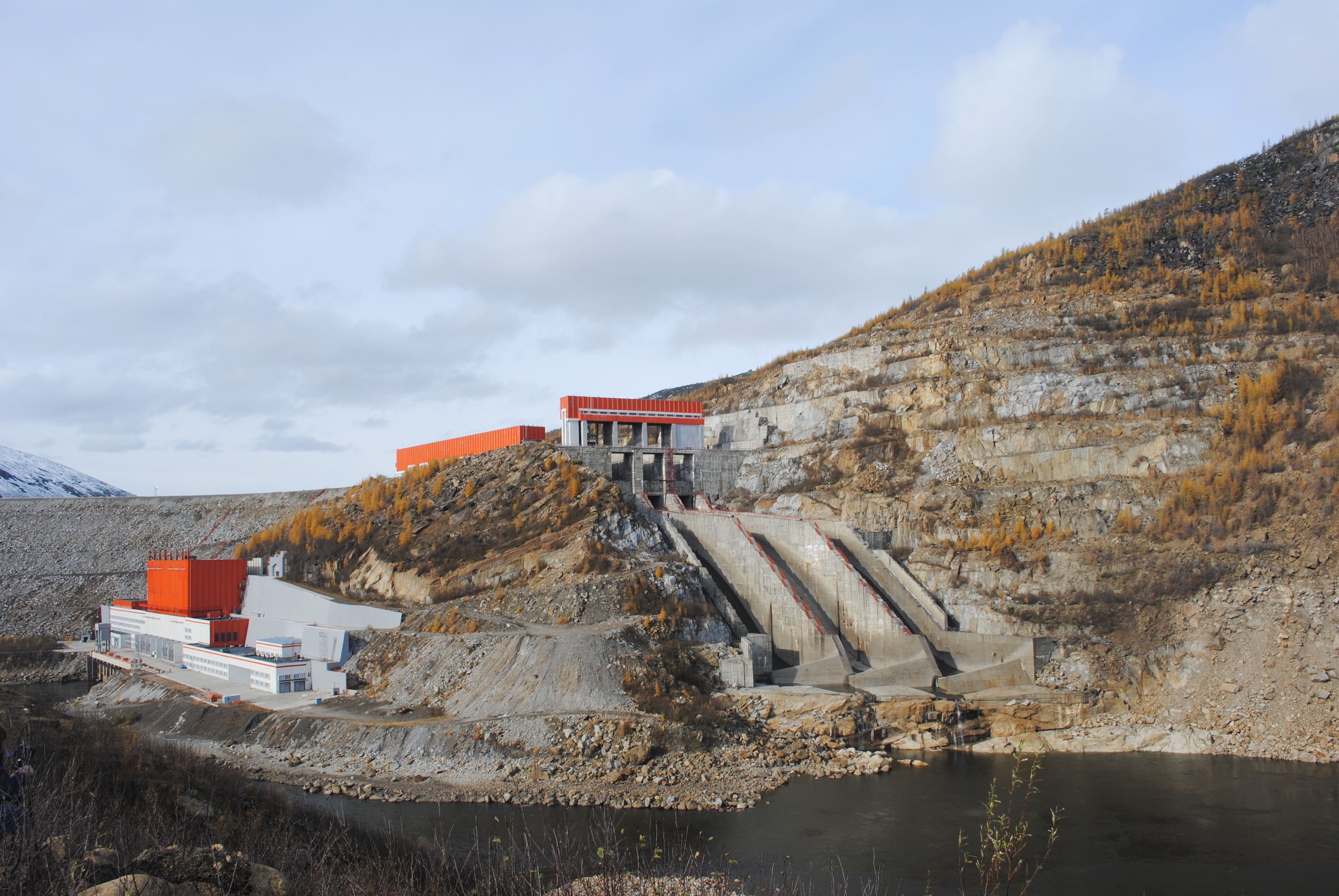
Общий вид постоянного водосброса

В ходе строительства второй очереди были возведены основная плотина, постоянные водоприёмник, водоводы и водосброс, а также здание ГЭС в полном объёме. Отсыпка основной плотины Колымской ГЭС велась в 1981—1988 годах, наиболее интенсивно — в 1983 году. В июне 1988 года началось наполнение Колымского водохранилища до проектного уровня, были введены в работу постоянный водоприёмник и водоводы, что позволило пустить 30 сентября 1988 года гидроагрегат № 4 на расчётном напоре. Перевод первых трёх гидроагрегатов на полный напор был завершён в июле 1991 года, последний гидроагрегат № 5 был пущен только 2 октября 1994 года. Строительство постоянного водосброса из-за изменения его конструкции и ограничений на масштабы взрывных работ (после инцидента 19 ноября 1982 года, когда в ходе взрывных работ ЗРУ-220 кВ было поражено двумя камнями весом 6,7 и 2,5 т, пробившими стену здания) затянулось. Впервые водосброс был включён в работу (причём только одним лотком, строительство остальных продолжалось) в 1988 году, а до этого времени использовалось временное водосбросное сооружение.
В соответствии с календарным графиком строительства Колымскую ГЭС планировалось возвести за 11 лет. Фактически, из-за недостаточного финансирования, этот срок увеличился вдвое. Строительство станции было в основном закончено к 1994 году, но официально её строительство было завершено 25 октября 2007 года, когда был подписан акт о приёме Колымской ГЭС в постоянную эксплуатацию. Стоимость строительства Колымской ГЭС составила 1 млрд 85,7 млн рублей в ценах 1984 года.

## Эксплуатация

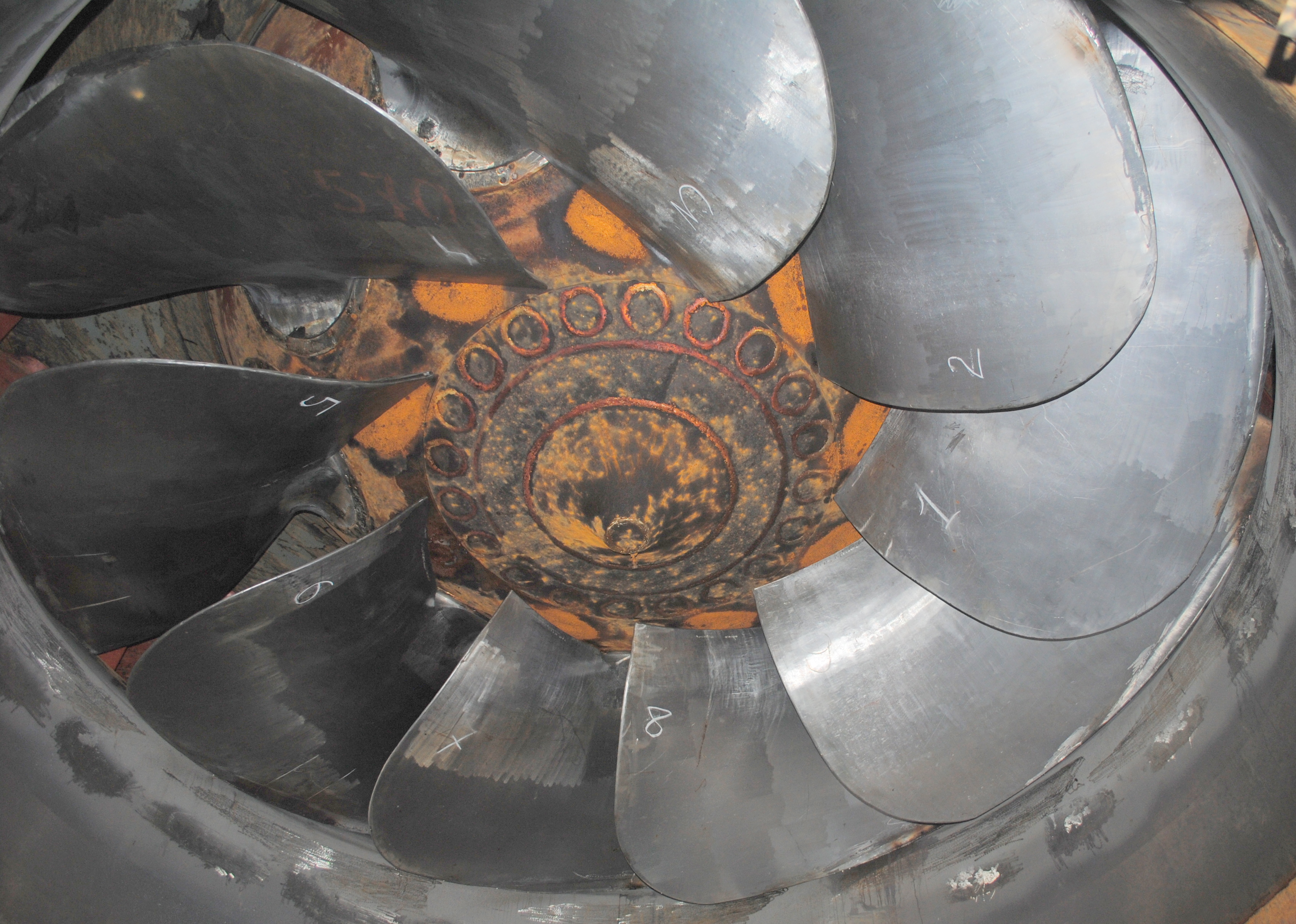
Диагональная гидротурбина Колымской ГЭС, вид снизу на рабочее колесо

После пуска гидроагрегатов выяснилось, что некоторые их элементы не обладают достаточной надёжностью. В 1985 году в спиральных камерах гидроагрегатов № 1 и 2 были зафиксированы разрушения участков стальной облицовки толщиной 28 мм, что вынудило вывести гидроагрегаты в капитальный ремонт и заменить облицовку на новую, толщиной 50 мм, что, однако, не решило проблемы, разрушения облицовок продолжались. Для гидроагрегата № 5 была изготовлена облицовка толщиной 100 мм, такой же толщины облицовка была установлена и в спиральных камерах других гидроагрегатов в ходе их ремонтов, что решило проблему. Помимо этого, наблюдалось активное трещинообразование в лопастях турбин, что 24 июня 1991 года привело к обрыву лопасти турбины гидроагрегата № 3. В результате были повреждены направляющий аппарат и крышка турбины, нарушена герметичность турбины, вследствие чего была затоплена турбинная шахта гидроагрегата. Угроза затопления всего машинного зала была предотвращена оперативным закрытием затворов. В 1998 году на гидроагрегате № 1 была заменена гидротурбина с диагональной на радиально-осевую, от замены остальных турбин было решено отказаться, поскольку после проведённых доработок их надёжность перестала вызывать сомнения.
Роль Колымской ГЭС в энергоснабжении Магаданской области постоянно возрастала, с 64 % в 1990 году до 95 % в конце 2000-х годов.
Выработка электроэнергии Колымской ГЭС с 2007 года, млн кВт·ч:
| 2007 | 2008 | 2009 | 2010 | 2011 | 2012 | 2013 | 2014 | 2015 | 2016 | 2017 | 2018 | 2019 | 2020 | 2021 | 2022 |
| ---- | ---- | ---- | ---- | ---- | ---- | ---- | ---- | ---- | ---- | ---- | ---- | ---- | ---- | ---- | ---- |
| 2016 | 2012 | 1943 | 1973 | 2033 | 2030 | 1924 | 1558 | 1672 | 1663 | 1748 | 1933 | 2022 | 1942 | 2134 | 2188 |

В 1992 году Колымская ГЭС вошла в состав ОАО «Колымаэнерго», в 2008 году в ходе реформы электроэнергетики контролирующим акционером ОАО «Колымаэнерго» стало ОАО «РусГидро», которому принадлежит более 98 % его акций. В 2010 году станции было присвоено имя руководителя её строительства и первого директора — Юрия Иосифовича Фриштера. Реализуется программа модернизации оборудования станции, в частности в 2016 году была восстановлена проектная геометрия гребня и верхового откоса плотины, в 2012—2018 годах проведён капитальный ремонт всех гидроагрегатов с заменой части оборудования, в частности системы возбуждения генераторов. С 2020 года начинаются работы по замене генераторных выключателей и оборудования ЗРУ-220 кВ на современное элегазовое оборудование.